# August Strindberg
Johann August Strindberg, régies magyar formában Strindberg Ágost (Stockholm, 1849. január 22. – Stockholm, 1912. május 14.) svéd dráma-, regény- és elbeszélésíró, festő. Szegénysorú családba született, de mégis az Uppsalai Egyetemen tanulhatott. Nem fejezte be tanulmányait, hanem tanítóként és távírászként működött, majd színinövendék lett. Dolgozott a Stockholmi Királyi Könyvtárban, és az ekkor írt pamfletjei révén híressé vált. Az egyre népszerűbb író Párizsban, majd Svájcban is élt, hiszen hazájában sok ellenséget szerzett magának. Háromszor nősült, de a nőkkel kialakított kapcsolata sem volt zökkenőmentes. Életét végigkísérte a nyomor, és üldözési mánia is gyötörte. A saját magával és a világgal vívott harc eredménye lett, hogy érdeklődött az okkultizmus, az alkímia iránt, hajlott a miszticizmus és a buddhizmus felé. Foglalkozott festészettel is, ám írói munkássága jelentősebb, összesen 58 drámát írt és elbeszélésköteteket adott ki. Jelentősebb művei Az apa (1887), a Júlia kisasszony (vagy Julie kisasszony, 1888), az Inferno (1897) és a Haláltánc (1900).

## Élete
Apja elszegényedett nemesi származású hajóstiszt volt, aki saját cselédlányát vette feleségül. 1867–72 között az Uppsalai Egyetem hallgatója volt, de bölcsésztanulmányait félbehagyta. Ezután néptanítóként, távírászként, házitanítóként dolgozott, majd színinövendék lett. 1874–82 között a Stockholmi Királyi Könyvtárban dolgozott, s közben írt.
Strindberg életében főleg irodalmi műveket írt, de fotós, festő, kémikus is „próbált lenni”, utóbbi az úgynevezett Inferno-krízis alatt, erről szól naplója, az Inferno (olaszulː Pokol, 1897). Ez választóvonal Strindberg naturalista – önéletrajzi regények, darabok – és expresszionista korszaka közt.
Strindberget elsősorban mint nőgyűlölőt ismerik. Nem gyűlölte annyira a nőket, mint állította, bár saját maga is úgy fogalmaz: „Csak elméletben vagyok nőgyűlölő”. Feleségei: Siri von Essen, nem túl tehetséges színésznő (1877–91), Frida Uhl újságírónő (1893–94), és Harriet Bosse, norvég színésznő (1901–04), aki szép sikereket aratott Strindberg-darabokban. Strindberg az egyik legszubjektívebb író a világon, így a házasságai is alapul szolgáltak sok művéhez. A három nő is minden lehetséges alkalommal elmondta véleményét a házasságról, így Strindberg szerelmi ügyeiről nagyon jó képünk van. Mindannyiszor beleszeretett egy eszményképbe, amit a nőről kialakított, de miután összeházasodtak, hamar összevesztek. Strindberg hisztériával, mosdatlansággal (egész életében irtózott a mocsoktól), leszbikussággal kezdte gyanúsítani a feleségét. Aztán elváltak.
Első darabjai, a Hermione (1869), I Rom (Rómában, 1870) stb. nem voltak igazán jók. Első sikeres darabja a Mäster Olof (Olof mester, 1872, verses verzió: 1876), Olaus Petri svéd reformátor életéről szól. Ezután romantikus drámái következnek: Gillets helmladet (A céh titka, 1880), Herr Bengts hustru (Bengt úr felesége, 1882) és Lycko-Pehrs resa, 1882). 1886-ban írja a Társakat (Kamraterna), első naturalista darabját. Ezt követi két nagy naturalista tragédiája, Az apa (Fadren, 1887), Júlia kisasszony (Fröken Julie, 1888). 1883–89 között Párizsban, majd Svájcban élt. A Júlia kisasszony a Tizenegy egyfelvonásos ciklus (1888–94) része, leghíresebbek közülük: a Hitelezők (Fordringsägare, 1888), A kötelék (Bandet, 1894).
Gyorsan megírta önéletrajzi regénysorozata, az Egy lélek fejlődése első négy részét is: A cseléd fia, A forrongás évei, A vörös szobában, A szerző.
1891–96 között újra külföldön, Párizsban tartózkodott. Másodszor is megházasodott, Frieda Uhlt vette el, de próbálkozása ismét kudarcba fulladt. A válás utáni nyomor és elhatalmasodó üldözési mániája válságba sodorták. Akut pszichózisban szenvedett. Betegségére a magyarázatot régi misztikusokban (Emanuel Swedenborgban például), hindu és buddhista teológusokban kereste. Ebben az időben aranyat akart csinálni és növénytani könyveket írt. Állapotára a megoldást Swedenborgban találta meg: Isten kereste őt, de ő túl gőgös volt, és nem akarta, hogy megtalálja. Ebben az időszakban sokat írt (Inferno, Legendák; 1897), de drámát egyet se.
1898-ban hazatért külföldről, s ezután a svéd fővárosban élt. Az Inferno-élmény után megtért; ez a választóvonal drámaírói pályáján. Ezután számos drámája a „vezeklés gesztusa” (Robert Brustein) lesz. Példaképei ezután a szimbolista drámaírók lesznek, mint például Maeterlinck. Egyik-másik drámájában még most is közel áll a naturalizmushoz: Haláltánc (Dödsdansen, 1900). Történelmi drámái közül a Gustav Vasa és a XIV. Erik (mindkettő 1899-ben) és a Krisztina királynő (1901) emelkedik ki; a környezet és a mellékalakok is korhűek. Későbbi drámái, Engelbrekt, XII. Károly (mindkettő 1901-ben), és a III. Gustav (1902) csak a címszereplőkről szólnak. Ebben a korszakban sok mesejátékot is ír: Húsvét (Påsk, 1900) stb.
1901–04 között ismét házasː párja Harriet Bosse volt, de harmadik kapcsolata is kudarcba fulladt. 1907-ben kamaraszínházat alakított a fővárosban, Intima Teatern néven. Utolsó éveit magányosan töltötte.

## Művei

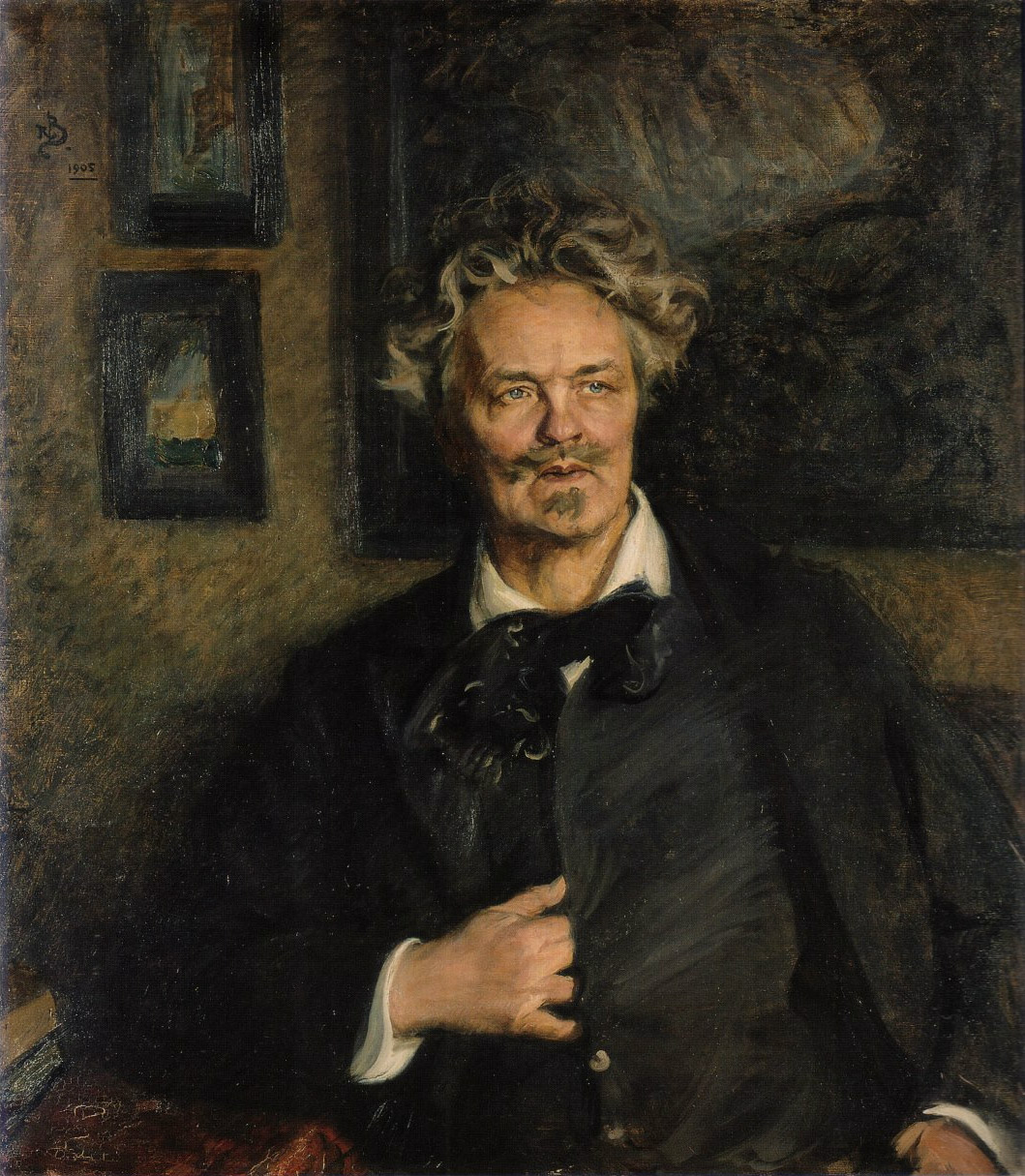
Richard Bergh festménye (1905)

### Művei 1870–1899
58 drámát írt összesen, de elbeszélésköteteket is kiadott. Pályáját a Hermionével (1869) kezdte, első darabjai: A szabadgondolkodó (1870), Az áldozó (1871), Rómában (1870) stb. írásakor a nőemancipáció híve. Első sikeres drámája Olof mester (Maester Olof, 1881) a svéd református igehirdető, Olaus Petri életéről szól. (Olaus később is felbukkan majd a Gustav Vasában.) Rengeteget kísérletezik, szinte minden drámaformát kipróbál, novellákat, regényeket, tudományos értekezéseket ír: Szerencsés Péter utazása (Lycko-Pers resa, 1882) mesejáték, Házasodjunk! (Giftas, 1884–86) 12 novella, Svéd sorsok és kalandok történelmi tárgyú elbeszélések, Költemények (Dikter, 1883). 1886-ban írja naplója, az Egy lélek fejlődése első kötetét gyermekéveiről, A cseléd fia címmel. (Apja nemes volt, anyja cseléd, s Strindberget sokat foglalkoztatta, hogy ő most melyik.) Ezt nyomban követte másik 3 kötet: A forrongás évei (1886), A vörös szoba, A szerző (1888). Ebben az időszakban születik első szignifikáns drámája, Az apa (Fadren, 1887) a férfi és nő szembenállásáról. A Júlia kisasszony (Fröken Julie, 1887) című egyfelvonásosa egy 11 egyfelvonásos-ciklus egyik darabja.
Továbbiak: Pária (Pariah, 1888), Hitelezők (Fordringasägare, 1888), Számum (Samum, 1889), A kötelék (Bandet, 1892) stb. 1886–88: Társak (Kamraterna) azt bizonyítja, hogy férfi és nő nem lehetnek egymás társai, biológiailag szembenállnak egymással. A hemsőiek (Hemsöborna, 1887) című regénye Svédországban népszerű. Viharos tengeren (1890) c. regényében dr. Berget családja nőtagja megőrjítik. Strindberg nőkhöz való viszonya ambivalens volt: felemelkedését várta a nőtől, akiben szellemi társat és anyát (klasszikus Ödipusz-komplexusa volt) keresett, de hamarosan mosdatlansággal, hisztériával, leszbikussággal, lopással stb. kezdte gyanúsítani aktuális feleségét, ámbár ezek a veszekedések mind szelídebbek lettek. 1892-ben írta életrajzi regényfolyama 5. részét, a Vallomásokat (Le plaidoyer d'un fou; franciául). 1894–98: akut pszichózisban szenved, önéletrajzi regényei: Inferno, 1897; Legendák, 1898. Drámát nem ír. 1898-ban, már gyógyultan kezd neki Damaszkusz felé (Till Damaskus, 1898–1902) című trilógiájának. A Damaszkusz „megtérésének", szellemi odüsszeiájának drámába öntése. Ezzel Strindberg az expresszionista drámát készíti elő. Erre a korszakára egyébként is egy mindent a saját érzésein, a változáson keresztül megragadó szemléletmód lesz jellemző.

### Művei 1899–1912
1899-től újult lendülettel vetette bele magát a drámaírásba: 3 év alatt vagy 11 drámát ír. Változik szereplőinek ábrázolása, a korábbi darabok pozitív hősét, az ateista, kemény férfit (bár ez a keménység néha igen kérdéses), amilyen Gustaf (Hitelezők), Axel (Társak), vagy a Kapitány (Az apa) volt, most gúnyolja: Gustav Vasa felismeri a darab végén, hogy az Úr megbüntette; Maurice Gérard (Csak bűnök és bűnök, 1899) sorsa aszerint változik, hogy egy felsőbb hatalom szerint eleget szenvedett-e már. Strindberg a misztériumdrámával, a mesejátékkal is kísérletezik: ezek közül a kritika (Lukács Gy., Egri P., R. Brustein, R. Gilman) az Álomjátékot (Till Damaskus och ett drömspell, 1902) tartja legsikerültebbnek.
Továbbiak: Advent (1899), Nyári napforduló (1901), Húsvét (Påsk, 1901), A koronás menyasszony (Kronbruden, 1901), Hattyúvér (Svanevit, 1902).
A Társakkal és Az apával rokon témájú a Haláltánc (Dödsdansen, 1900).
1902: El egymástól! (a karanténmester második elbeszélése): az önéletrajzi regények közül időrendben a hatodik (1892–94-ről ír), megírási sorrendben a 8.
1903: Egyedül (Ensam, 1903) számvetés önmagával, Egy lélek fejlődése, 9. kötet.
1907: Fekete zászlók (regény). 1907: Kamarajátékok: Oväder (Vihar), A leégett ház (Brända tömten), A pelikán (Pelikanen), Kísértetszonáta (Spöksonaten).
1908: Abu Casems tofflor (Abu Kászim papucsa), mesejáték; 1909: Svarta handsken (A fekete kesztyű), újabb kamaradarab. Az utolsó lovag (1908),
A helytartó (1909): történelmi darabok Gustav Vasa korából. Utolsó darab: A nagy út (Stora landsvägen, 1909), lírai „stációdráma" (Peter Szondi).

### További művei
Den fredlöse (1871, dr.), A vörös szobában (1879, regény), Gillets hemlighet (A céh titka, 1880, dr.), Herr Bengts hustru (1882, dr.), Skärkarlsliv (1888, elbeszélések).

### Néhány kiemelkedő dráma ismertetése
A kiközösített (Den fredlöse, 1871). Thorfinn, izlandi jarl sem a régi isteneket nem hajlandó elfogadni, sem lányának, Gunlödnek keresztény vallását. Aztán az izlandi parlament kiközösíti, Thorfinn megvédi ugyan házát egy keresztény harcos, Gunnar segítségével, de halálos sebet kap. Végső erejével összeadja Gunlödöt és Gunnart.
Olof mester (Mäster Olof, 1872) Olaus Petri svéd reformátor élete. Olaus a katolikus egyház szolgálatában misét mond a népnek, amikor a püspöke eltiltja a misézéstől. I. Gustav király Olofot megmenti az egyházi bíróságtól; azt a feladatot adja neki, hogy terjessze el a református vallást. Olof emiatt összevész anyjával, aki Olof feleségét is gyűlöli, és halálos ágyán megátkozza Olofot, aki ekkor egy királyellenes összeesküvésbe keveredik; elfogják, de a kivégzés előtt mindent visszavon, ezért a király megkegyelmez neki.
Szerencsés Péter utazása (Lycko Pers resa, 1882) Péter, egy vén embergyűlölő 15 éves fia, a világtól elzártan nevelkedett. Egy Lisa nevű lánnyal, a Tündér keresztanya varázsgyűrűje segítségével körbejárja a Földet, és arra jut, hogy a varázsgyűrű jó, de a szerelemhez nem mérhető a hatalma.
Az apa (Fadren, 1887) a férfi és nő szembenállásáról. Az egyik szereplő, a Kapitány, százszázalékos, hófehér lélek, felesége, Laura, ördögien gonosz, kicsinyes, undok nőszemély. A többi szereplő megítélése főleg a két főhőshöz fűződő viszonyuktól függ: a Doktort Strindberg elítéli, mert Laurának nyújt segítséget tkp. a Kapitány megőrjítéséhez; a Lelkészt viszont elnéző gúnnyal ábrázolja, mert a Kapitánnyal szimpatizál.
Júlia kisasszony (Fröken Julie, 1887) című egyfelvonásosa tárgyilagosabb darab: a férfi főszereplő gátlástalanságával, de a nő arisztokratizmusával is szimpatizál a szerző.
Számum (Samum, 1888) Egy arab lány, Biskra, hogy elnyerje Jusszef szerelmét, magával csal egy francia tisztet, Guimard-t, és megőrjíti.
XII. Károly (Karl XII, 1901) az uralkodása végén ábrázolja. 1715 decemberében Károly hazatér Svédországba (mindjárt elveszti a stralsundi csatát). A folytonos háborúk miatt az államkincstár teljesen kiürült; Károly ezt a nem túl skrupulózus Görtz tanácsára hamis pénz kibocsátásával akarja orvosolni. Pénzügyi összeomlás. Károly, hogy elterelje a figyelmet, megtámadja Norvégiát. A fronton az általa elképzelt Svédország és a valós helyzet közti különbségen kétségbeesik, és a fredriksteni ostromban kirohan az első frontvonalba, és a várból lelövik.

## Festészete
Strindberg festészettel is foglalkozott, ám ezen a téren csak halála után sokkal figyeltek fel teljesítményére.
Soha nem tanulta a festészetet, de az 1870-es évek során több festővel is baráti kapcsolatot ápolt és ekkor kapott kedvet ahhoz, hogy maga is megpróbálkozzon néhány festménnyel. Művészetkritikával is foglalkozott, és Georg Nordensvan kritikus szerint igen figyelemreméltó írásokat közölt e téren is.
Nordensvan értékelése szerint festészete szertelen, nyers volt, de egyetért Richard Bergh svéd festővel abban, hogy Strindberg művészete bár tökéletlennek látszik, a maga módján jól tükrözi az író gazdag érzelmi életét, művészi tehetségét, és így a festmények technikai problémáik ellenére maradandó alkotások.
Strindberg maga nyilatkozta, hogy festészetében nem törekedett a valóság konkrét ábrázolására, hanem saját emlékképeit és fantáziavilágát kívánta megörökíteni a vásznon is.
Képeinek témája szinte mindig a tenger; az ég borult, de valahol betör a fény, és megvilágít egy-egy részletet.
Festői munkássága mindvégig improvizált maradt, és ha lehet példaképről beszélni az esetében, akkor Gustave Courbet francia festőre kell gondolnunk, akinek munkáit Strindberg 1876-os párizsi útja során tanulmányozhatta. Emlékezetes, hogy úti beszámolóiban az impresszionistákról is nagy elismeréssel írt.
Festészetét csak az utókor kezdte igazán értékelni. Az 1960-as években a párizsi Centre Pompidou felvette a korai modernizmust bemutató kiállításába négy festményét, amelyek nagy sikert arattak. Ennek nyomán egy sor külön kiállítást szerveztek Strindberg festői munkásságából Európa-szerte. Az 1900-as évek óta lezajlott művészeti fejlődés lehetővé tette, hogy Strindberg munkásságát új szemüvegen át nézze a közönség, és már nemcsak az impresszionizmussal, hanem az expresszionizmussal, sőt az absztrakt művészettel is rokonították festészetét.

### Galéria

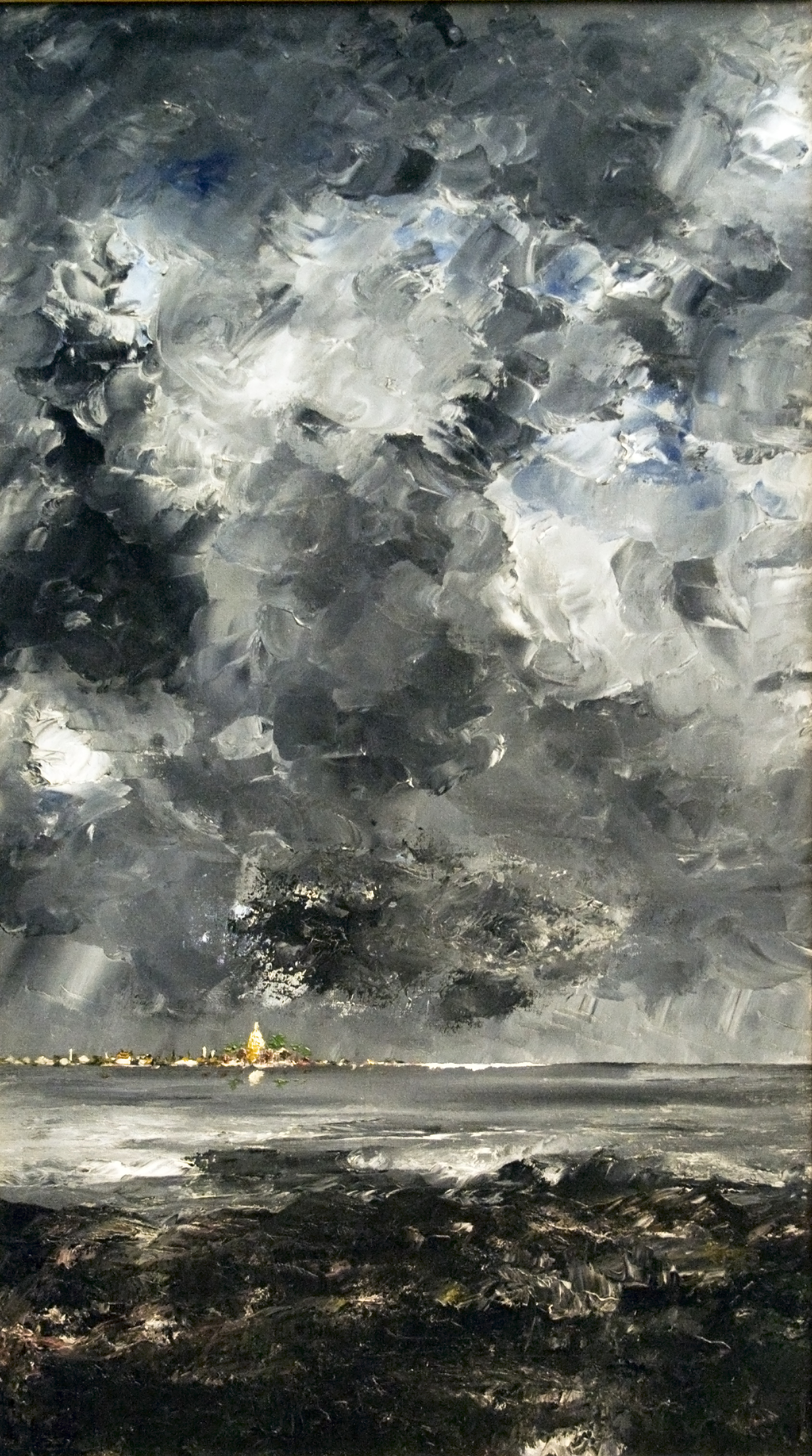
A város, 1903
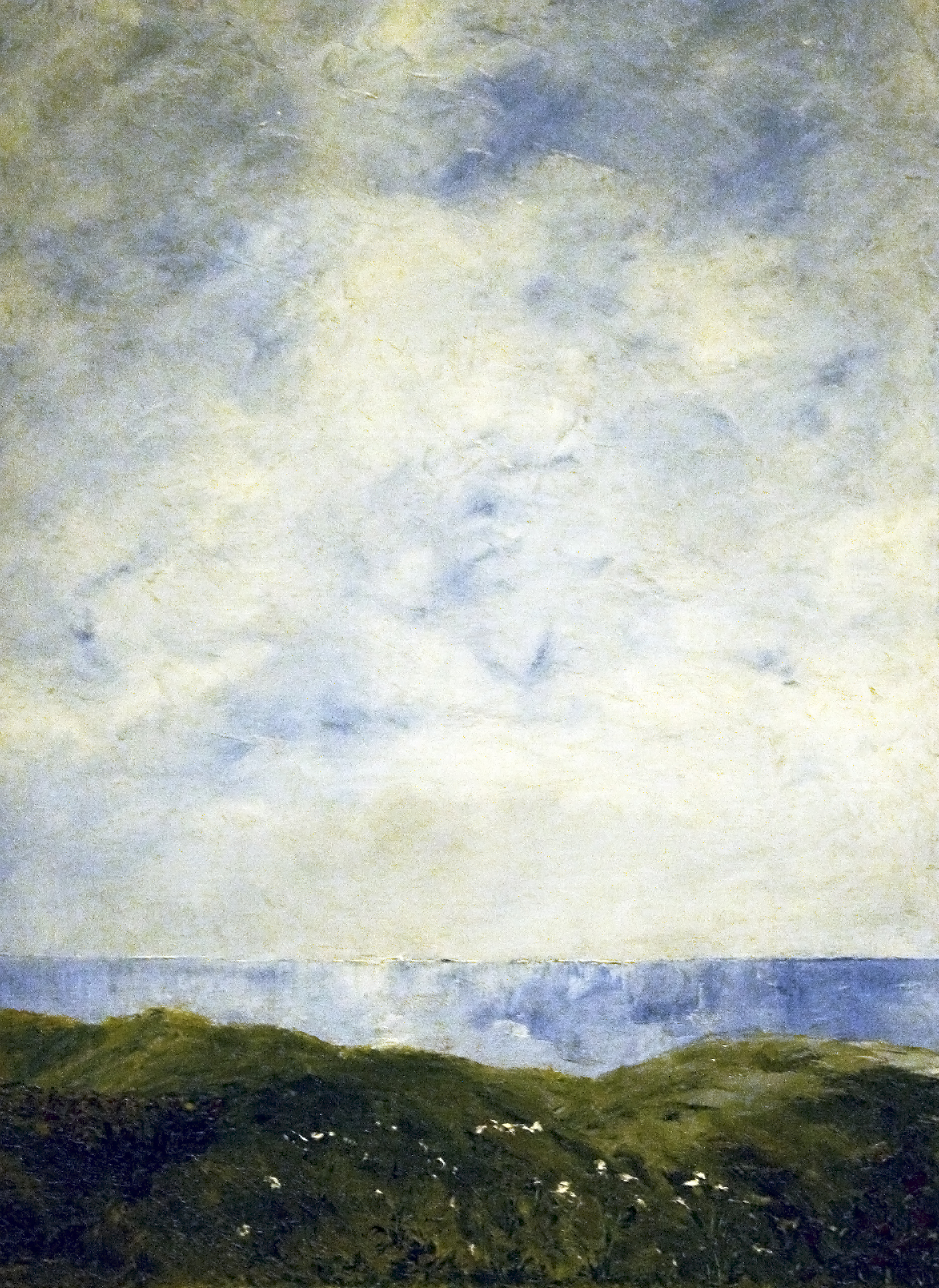
Tengerpart, 1903
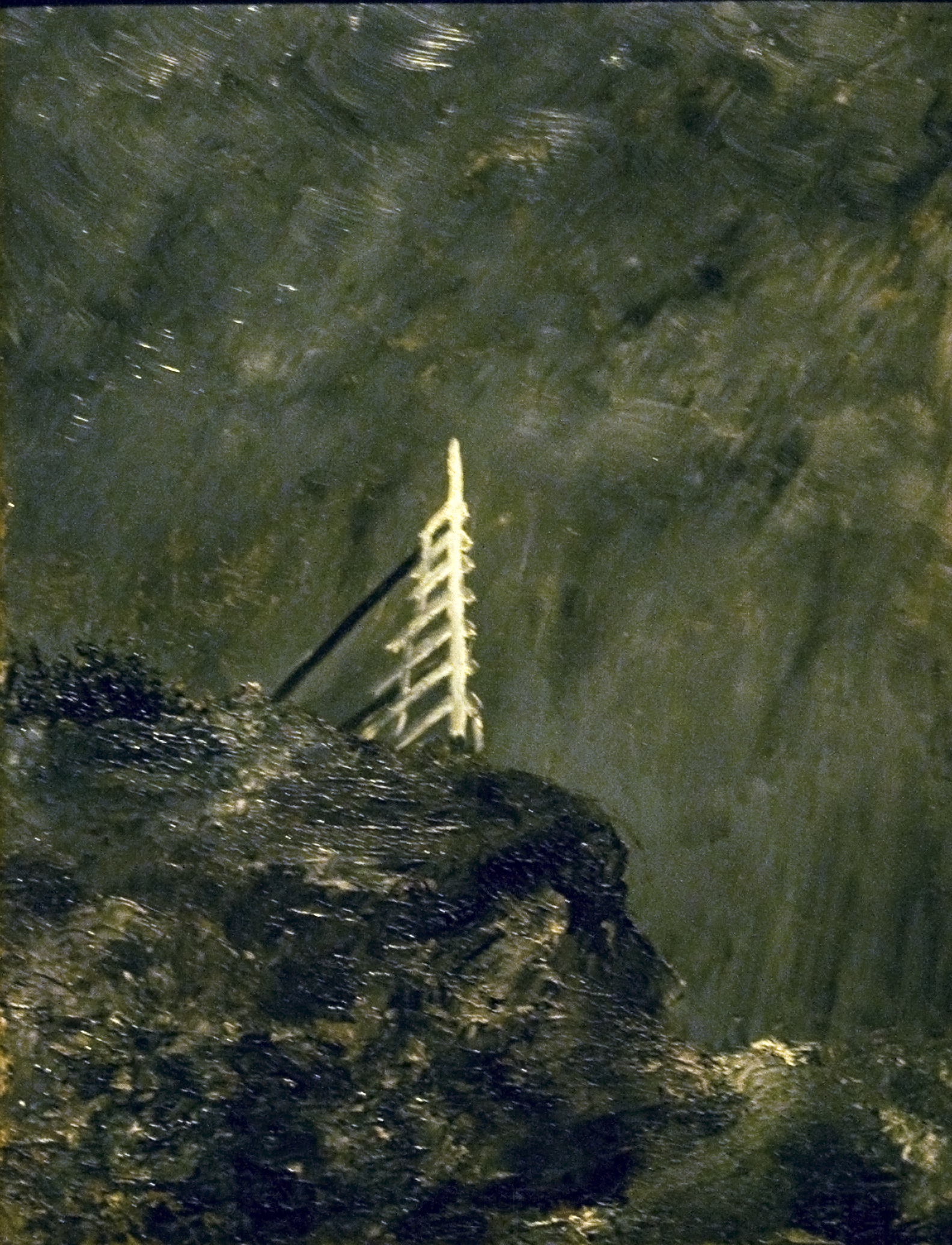
A „fehér kanca” (hajózást segítő jel a tengerparton) 1892
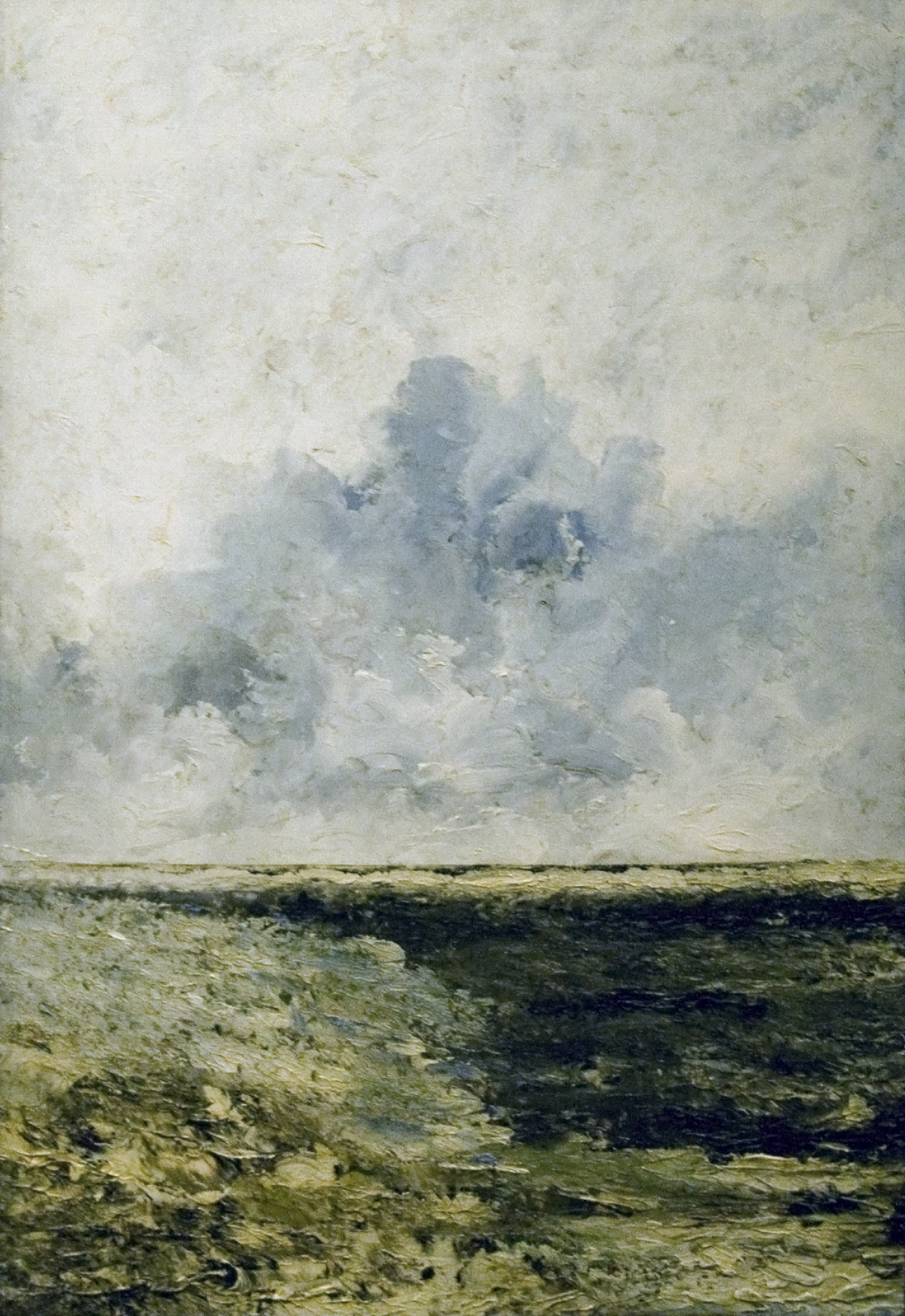
Tengeri tájkép, 1894

## Magyarul

### 1919-ig
- Strindberg Ágost: Házassági történetek; Vass, Bp., 1905 (Modern írók könyvtára)
- A boldogok szigete / Temetés / Akit nem híttak; ford. Antal Sándor; Népszava, Bp., 1909
- Pajtások. Komédia; ford. Harmos Ilona; Athenaeum, Bp., 1911 (Modern könyvtár)
- Számum; ford. Gömöri Jenő; Politzer, Bp., 1911 (Modern könyvtár)
- Júlia kisasszony. Színmű; ford. Bálint Lajos; Athenaeum, Bp., 1912 (Modern könyvtár)
- A halál küszöbén. Szomorújáték; ford. Mikes Lajos; Eke, Bp., 1912 (Az Új Színpad könyvtára)
- Történelmi miniatűrök; ford. Bálint Lajos; Révai, Bp., 1912 (Világkönyvtár)
- Hattyúvér. Mesejáték; ford. Mikes Lajos; Eke, Bp., 1912 (Az Új Színpad könyvtára)
- Az apa. Szomorújáték; ford. Moly Tamás; Lampel, Bp., 1913
- Történelmi miniatűrök; ford. Schöpflin Aladár; Lampel, Bp., 1913 (Magyar könyvtár)
- A Szent-Gotthárd mondája és egyéb elbeszélések; ford. Leffler Béla; Lampel, Bp., 1913 (Magyar könyvtár)
- Utópiák a valóságban; ford. Leffler Béla; Franklin, Bp., 1913 (Olcsó könyvtár)
- A jarl; ford. Sebestyén Károlyné; Athenaeum, Bp., 1914 (Modern könyvtár)
- A kapocs. Szomorújáték; ford. Bálint Lajos; Tevan, Békéscsaba, 1916 (Tevan-könyvtár)
- Mesék; ford. Altay Margit; Herczka, Bp., 1918
- A bűnbak. Regény; ford. Pajzs Elemér; Herczka, Bp., 1918 (Kék könyvek)
- Egy lélek fejlődése. Önéletrajz-regény, 1-9.; ford. Mikes Lajos; Dick, Bp., 1919-1925

### 1920–1944
- Viharos tengeren. Regény; ford. Soproni Dezső, Telekes Béla; Dante, Bp., 1920
- Hemső regénye. Idegen a szigetlakók között; ford. Antal Sándor, Telekes Béla; Ifjuság, Bp., 1920
- Az anyai szeretet. Az erősebb. Két színdarab; ford. Katona Gábor; Lampel, Bp., 1920 (Fővárosi színházak műsora)
- Strindberg Ágost–Ehrencron-Kidde: Északi történetek; Lepage, Cluj-Kolozsvár, 1920
- Kenyér és szerelem; ford. Darvas Sándor; Szilágyi, Győr, 1920
- Egy házasság története / Ősz. Két elbeszélés; ford. Szabó Mária; Lampel, Bp., 1920 (Magyar könyvtár)
- Viharos tengeren; ford. Soproni Dezső, Telekes Béla; Dante, Bp., 1920 (Halhatatlan könyvek)
- Mámor; ford. Mikes Lajos; Dick, Bp., 1921 (Strindberg August drámai munkái)
- Kicsinyek és nagyok; ford. Marquis Géza; Lampel, Bp., 1921 (Magyar könyvtár)
- Az apa. Dráma; ford. Morvay Zoltán; Mars Ny., Szeged, 1922 (Magyar Jövő könyvtára)
- Haláltánc. 1-2. rész; ford. Mikes Lajos; Dick, Bp., 1923 (Strindberg August drámai munkái)
- Krisztina. Dráma; ford. Mikes Lajos; Dick, Bp., 1924 (Strindberg August drámai munkái)
- Házasodjunk! Tizenkét házasság története interjúval és előszóval; ford. Mikes Lajos; Dick, Bp., 1925 (Északi írások)
- Az apa; ford. Mikes Lajos; Dick, Bp., 1928 (Strindberg August drámai munkái)
- A vörös szoba; ford. Mikes Lajos; Dick, Bp., 1930 (Strindberg Ágost elbeszélő munkái)
- A bűnbak. Regény; ford. Semjén Gyula; Madách Színház, Bp., 1941 (Madách-könyvtár)
- Kicsinyek és nagyok; Franklin, Bp., 1943 (Nagy írók kis könyvei)

### 1945–
- A hemsőiek. Regény; ford. G. Beke Margit; Európa, Bp., 1963
- Haláltánc. Dráma; ford. Déry Tibor; Magyar Helikon–Európa, Bp., 1971
- Álomjáték; ford. Kúnos László; Magyar Helikon, Bp., 1980
- Drámák; vál., szerk. Osztovits Levente, ford. Bart István et al., utószó, jegyz. Kúnos László; Európa, Bp., 1984 (A világirodalom klasszikusai)
- Hemső regénye; Metropolis, Bp., 1998
- Hitelezők. Tragikomédia; ford. Kertész Judit, utószó Kúnos László; PressConsult, Bp., 1998 (Polar könyvek)
- Három dráma; ford., jegyz. Kúnos László; Littera Nova, Bp., 1998
- A csöndes ház; ford. Szabó Lőrinc, tan. szöveggond. Kontor István László; Csokonai, Debrecen, 2007 (Szabó Lőrinc kiadatlan drámafordításai)
- XIV. Erik. Színmű 4 felvonásban. A Vasa-saga III. része; ford. Mikó Zoltán, Attraktor, Máriabesnyő, 2015